# Prosopophorella scutellaris
Prosopophorella scutellaris är en tvåvingeart som först beskrevs av Wulp 1880.  Prosopophorella scutellaris ingår i släktet Prosopophorella och familjen lövflugor. Inga underarter finns listade i Catalogue of Life.